# Citharexylum quercifolium
Espèce
Statut de conservation UICN

 VU B1+2c : Vulnérable
Citharexylum quercifolium est une espèce de plantes du genre Citharexylum de la famille des Verbenaceae.